# Paquirri (telefilme)
Paquirri es un telefilme español cuyo principal argumento es la vida de Francisco Rivera "Paquirri". Estrenado por Telecinco el 22 de septiembre de 2009.

## Argumento
La TV movie relata la historia de Paquirri, un torero de éxito en su época, que también conocido por su vida sentimental, debido a sus matrimonios con Carmen Ordóñez, con la que tuvo dos hijos, y Isabel Pantoja, con la que tuvo un hijo. En la TV movie se relata desde su vida sentimental hasta su trágica muerte.

## Reparto
- Antonio Velázquez como Paquirri.
- María Ruiz como Carmen Ordóñez.
- Luz Valdenebro como Isabel Pantoja.
- Idilio Cardoso como Antonio Rivera.
- Cynthia Martín como Teresa Rivera.
- Ricard Sales como Riverita.
- José Antonio Canales Rivera como Beca Belmonte.
- Manolo Caro como Macareno.
- Manolo Solo como Medina.
- Miguel Diosdado como Antonio Rivera Pérez.
- Consuelo Trujillo como Doña Ana.
- José Maya como Antonio Ordóñez.
- María Alfonsa Rosso como Carmen Dominguín.
- Patricia Ross como Lolita Flores.
- Pilar Gómez como Tata.

## Episodios y audiencias
| Temporada | Temporada | Episodios | Estreno                  | Final                    | Audiencia media | Audiencia media | Audiencia media |
| Temporada | Temporada | Episodios | Estreno                  | Final                    | Espectadores    | Cuota           |                 |
| --------- | --------- | --------- | ------------------------ | ------------------------ | --------------- | --------------- | --------------- |
|           | 1         | 2         | 22 de septiembre de 2009 | 30 de septiembre de 2009 | 3 229 000       | 18,5%           |                 |

### Primera temporada
| N.º (serie) | Título          | Director (es)  | Fecha de emisión         | Audiencia         |
| ----------- | --------------- | -------------- | ------------------------ | ----------------- |
| 1           | «Primera parte» | Salvador Calvo | 22 de septiembre de 2009 | 3 088 000 (18,0%) |
| 2           | «Segunda parte» | Salvador Calvo | 30 de septiembre de 2009 | 3 369 000 (19,0%) |